# Nelly Carrillo Tarazona de Espinoza
Maria Nelly Carrillo Tarazona de Espinoza (* 2. November 1927 in Chiquián; † 12. August 2017 in Lima) oder Nelly Carrillo Espinoza war eine peruanische Herpetologin.

## Leben und Wirken
Der Vater hieß Manuel Carillo, die Mutter Daria Tarazona. Am 22. September 1959 heiratete sie in San Isidro den Ingenieur Rubén Espinoza Chávez (* 1923), mit dem sie die Kinder Rubén Dario Espinoza Carillo (* 1961) und Nelly Rosario Espinoza Carrillo (* 1962) hatte.
Nelly Carrillo Espinoza studierte Biologie an der Fakultät für Biologie der Universidad Nacional Mayor de San Marcos (UNMSM), ein Studium, welches sie im Jahr 1950 abschloss. Im Jahr 1973 promovierte sie an UNMSM mit dem Titel “Una nueva especie del género Sibynomorphus (Serpentes: Colubridae)” (deutsch: Eine neue Art der Gattung Sibynomorphus (Serpentes: Colubridae)). Sie wandte sich der Erforschung von Amphibien und Reptilien zu, wobei aus ihren Publikationen ersichtlich ist, dass ihr Forschungsschwerpunkt eindeutig auf dem Gebiet der Reptilien lag. Sie trat die Nachfolge des Franzosen Jehan Albert Vellard (1901–1996) an, der das herpetologische Labor des Museo de Historia Natural wesentlich vorangetrieben hatte. Als Leiterin der Abteilung Herpetologie entwickelte Carrillo Espinoza die Forschungseinrichtung weiter. In ihrer 25-jährigen Tätigkeit am Museum kümmerte sie sich als Kuratorin um die Pflege und den Erhalt der bedeutenden wissenschaftlichen Sammlung der Abteilung.
Carrillo Espinoza galt als großzügig und tauschte gerne ihr Wissen mit anderen Wissenschaftlern aus. Ihr Umgang mit Schlangen und anderen Reptilien war bemerkenswert und umsichtig. In ihrer Zeit am Museum war es alles andere als selbstverständlich, dass eine Frau auf diesem Fachgebiet und dies auch noch in leitender Position arbeitete. Trotz der Widrigkeiten erregte sie in wissenschaftlichen Kreisen Aufmerksamkeit und erarbeitete sich einen ausgezeichneten Ruf. Mit Javier Icochea Monteza, Víctor Raúl Morales und Hernán Ortega publizierte sie wichtige Bestandslisten für ihr Land Peru, die von vielen Fachleuten gerne genutzt wurden.

## Erstbeschreibungen von Nelly Carrillo Espinoza
Carrillo Espinoza hat alleine und gemeinsam mit Edgar Lehr und Peter Joseph Hocking eine für die Wissenschaft neue Art beschrieben. Dabei handelte es sich um:
- Willams-Dickkopfnatter (Dipsas williamsi (Carrillo Espinoza, 1974)) benannt nach Ernest Edward Williams
- Apurimac Waldrennnatter (Drymoluber apurimacensis Lehr, Carrillo Espinoza & Hocking, 2004)

## Dedikationsnamen
1988 beschrieb Victor Raul Morales Mondoñedo die neue Pfeiffrösche-Art Telmatobius carrillae zu ihren Ehren. Gunther Köhler und Edgar Lehr widmeten ihr 2004 die Zwergtejus-art Euspondylus nellycarrillae.

## Publikationen (Auswahl)
- Contribución al conocimiento de los Boideos peruanos (Boidae, Ophidia, Reptilia). In: Publicaciones del Museo de Historia Natural "Javier Prado" (= Seria A: Zoologá). Nr. 2, 1966, S. 1–51 (edu.pe [PDF]).
- Contribución al conocimiento de los Boideos peruanos (Boidae, Ophidia, Reptilia). In: Revista de Ciencias. Band 68, 1966, S. 86–136.
- Acción del veneno de Hapalopus limensis. In: Memórias do Instituto de Butantan. Band 33, Nr. 3, 1966, S. 799–808 (gov.br [PDF]).
- Contribución al conocimiento de los Reptiles del Perú (Squamata, Crocodylia, Testudinata: Reptilia). In: Publicaciones del Museo de Historia Natural "Javier Prado" (= Seria A: Zoologá). Nr. 22, 1970, S. 1–64.
- Una nueva especie del género Sibynomorphus (Serpentes: Colubridae). In: Publicaciones del Museo de Historia Natural "Javier Prado" (= Seria A: Zoologá). Nr. 24, 1974, S. 1–11.
- Arañas y serpientes muy venenosas en el Departamento de Lima. In: Publicaciones del Museo de Historia Natural "Javier Prado" (= Serie Divulgación). Nr. 8, 1977, S. 1–8.
- Serpientes venenosas del Perú: 1° Parte. In: Boletín de la Colonia Suiza en el Perú. September 1978, S. 47–48.
- Serpientes venenosas del Perú: 2° Parte. In: Boletín de la Colonia Suiza en el Perú. November 1978, S. 47–48.
- mit Russell Alan Mittermeier, Anders Gunnar Johannes Rhodin, Federico Medem, Pekka Soini, Marinus Steven Hoogmoed: Distribution of the South American Chelid Turtle Phrynops gibbus, with Observations on Habitat and Reproduction. In: Herpetologica. Band 34, Nr. 1, 1978, S. 94–100, JSTOR:3891617.
- Contribución al conocimiento de las serpientes venenosas del Perú de las familias Viperidae, Elapidae, e Hydrophiidae (Ophidia: Reptilia). In: Publicaciones del Museo de Historia Natural "Javier Prado" (= Seria A: Zoologá). Nr. 30, 1983, S. 1–55 (edu.pe [PDF]).
- in Anders Gunnar Johannes Rhodin, Kenneth Ichiro Miyata: List of Peruvian Anolis with distributional data (Sauria: Iguanidae) in Advances in Herpetology and Evolutionary Biology. Museum of Comparative Zoology, Cambridge, Massachusetts 1983, S. 406–411 (biodiversitylibrary.org).
- mit Gerado Lamas: Un nuevo registro de Tortuga Terrestre para el Perú (Reptilia: Testudinata). In: Publicaciones del Museo de Historia Natural "Javier Prado" (= Seria A: Zoologá). Nr. 31, 1985, S. 1–7.
- Hallazgo de Eretmochelys imbricata bissa (Ruppel) en la costa norte del Perú (Testudinata:Cheloniidae). Nota inicial. In: Biota, Revista ciencias biológicas. Band 13, Nr. 94, 1985, S. 40–45.
- mit Víctor Raúl Morales, Hernán Ortega: El material Tipo de Peces, Anfibios y Reptiles en el Museo de Historia Natural de la Universidad Nacional Mayor de San Marcos. In: Publicaciones del Museo de Historia Natural "Javier Prado" (= Seria A: Zoologá). Nr. 33, 1990, S. 1–7.
- Nombres populares de los reptiles del Perú. In: Boletín de Lima. Band 70, 1990, S. 23–28.
- mit Daniel Rothenstein, Antonio Wenceslao Salas Jaramillo, Yehudah Leopold Werner: Radiation and Convergence among desert geckos: Phyllodactylus species resembling both Ptyodactylus and Stenodactylus. In: Amphibia-Reptilia. Band 11, Nr. 1, 1990, S. 1–13, doi:10.1163/156853890X00267.
- mit Javier Icochea Monteza: Lista Taxonómica Preliminar de los Reptiles Vivientes del Perú. In: Publicaciones del Museo de Historia Natural "Javier Prado" (= Seria A: Zoologá). Nr. 49, 1995, S. 1–27.
- mit Edgar Lehr, Peter Joseph Hocking: New species of Drymoluber (Reptilia: Squamata: Colubridae) from Southeastern Peru. In: Copeia. Band 1, 2004, S. 46–52, doi:10.1643/CI-02-248R1 (englisch).